# Koné Seydou
Koné Seydou (* 26. Dezember 1987) ist ein ivorischer Fußballspieler.

## Karriere
Koné Seydou spielte bis 2009 beim ASEC Mimosas in Abidjan. Der Verein der Elfenbeinküste spielte in der ersten Liga des Landes, der Ligue 1. 2010 wechselte er nach Thailand. Hier unterschrieb er einen Einjahresvertrag beim Buriram PEA FC. Der Club aus Buriram spielte in der ersten Liga, der Thai Premier League. Nach Vertragsende in Buriram wechselte er in den Süden des Landes, wo er einen Vertrag beim damaligen Zweitligisten Songkhla United FC in Songkhla unterschrieb. 2011 wurde er mit dem Club Meister der Thai Premier League Division 1 und stieg somit in die erste Liga auf. 2014 wechselte er zum Ligakonkurrenten Samut Songkhram FC nach Samut Songkhram. Am Ende der Saison stieg er mit dem Club in die zweite Liga ab. Nach dem Abstieg verließ er den Club und schloss sich dem Zweitligisten Krabi FC an. 2019 stieg er mit dem Club in die Thai League 3 ab. Hier trat der Verein in der Southern Region an. Am Ende der Saison 2021/22 wurde er mit Krabi Meister der Region. In der National Championship, den Aufstiegsspielen zur zweiten Liga, belegte man hinter dem Uthai Thani FC den zweiten Platz und stieg in zweite Liga auf. Nach dem Aufstieg wurde sein Vertrag nicht verlängert.

## Erfolge
Songkhla United FC
- Thai Premier League Division 1: 2011  ▲

Krabi FC
- Thai League 3 – South: 2021/22
- Thai League 3 – National Championship: 2021/22  ▲